# Malaconothrus cordisetus
Malaconothrus cordisetus är en kvalsterart som beskrevs av Sandór Mahunka 1993. Malaconothrus cordisetus ingår i släktet Malaconothrus och familjen Malaconothridae. Inga underarter finns listade i Catalogue of Life.